# Chenal des Grands Voiliers
Pour les articles homonymes, voir chenal et Voilier (homonymie).
Le chenal des Grands Voiliers est un chenal du fleuve Saint-Laurent, entre l'Île d'Orléans et la rive sud du Saint-Laurent, immédiatement à l'est de Québec, au Canada. Ce chenal mouille successivement les municipalités de Sainte-Pétronille, Saint-Laurent-de-l'Île-d'Orléans, Saint-Jean-de-l'Île-d'Orléans et Saint-François-de-l'Île-d'Orléans, dans municipalité régionale de comté de L'Île-d'Orléans, dans la région administrative de la Capitale-Nationale. Sur la rive sud, le chenal mouille la ville de Lévis, et les municipalités de Saint-Michel-de-Bellechasse et de Berthier-sur-Mer, dans la MRC de Bellechasse, dans la région administrative de Chaudière-Appalaches.
Les navires océaniques empruntent ce passage pour remonter le fleuve Saint-Laurent jusqu'aux Grands Lacs. Au cours de l'histoire, ce chenal fut le théâtre de nombreux naufrages. Il était un passage obligé afin d'entrer au cœur de l'Amérique, via le fleuve Saint-Laurent.
Ce chenal est formé par l’île d'Orléans (longueur : 33,1 km ; largeur : 8,3 km) laquelle est délimitée au sud-est par le fleuve Saint-Laurent et par la rive sud de Québec, entre Lévis et Berthier-sur-Mer.
En hiver, ce chenal est dégagé de la glace grâce à des brise-glace du gouvernement fédéral.

## Géographie
Le chenal de l’Île d'Orléans débute à la pointe sud-ouest de l'Île d'Orléans, dans la municipalité de Sainte-Pétronille. En face, sur la rive sud, le chenal début entre l'anse Gilmour et la Pointe de la Martinière, à l'extrémité est de la ville de Lévis.
La largeur de l'entrée du chenal mesure 1,8 km.
Le cours du chenal de l’Île d'Orléans passe sous les lignes à haute-tension d'Hydro-Québec, lesquelles enjambent le fleuve.
L'embouchure du chenal de l’Île des Grands Voiliers se situe à la hauteur de l'Île Madame (longueur : 2,6 km) laquelle est entouré de grès à marée basse. Cette île est située en amont de la hauteur de la pointe nord-est de l'Île d'Orléans. La largeur de l'embouchure du chenal est de 9,2 km. Le centre de cette confluence est situé à :
- 6,7 km à l'est de l’Île d'Orléans ;
- 3,0 km au nord-Ouest de la pointe qui démarque l'anse Verte et l'Anse de Berthier dans Berthier-sur-Mer ;
- 3,3 km à l'est de l'Île Madame ;
- 39,4 km au nord-est du centre du Vieux-Québec[1].

## Toponymie
Jadis, ce passage fluvial était désigné « Chenal du Sud ». Cette désignation toponymique actuelle a été attribuée en avril 1984 par la Commission de toponymie du Québec lors de la venue à Québec des grands voiliers. Ce toponyme commémore le 450e anniversaire du premier voyage de Jacques Cartier dans le golfe du Saint-Laurent.
Les Grands Voiliers sont revenus à Québec et Lévis dans le cadre des Rendez-vous 2017.
Le toponyme « Chenal des Grands Voiliers » a été officialisé le 5 avril 1984 à la Banque de noms de la Commission de toponymie du Québec.